# Браун (округ, Канзас)
Шаблон:StateAbbr_ 39°48′00″ пн. ш. 95°35′00″ зх. д. / 39.8° пн. ш. 95.5833° зх. д.
Округ Браун (англ. Brown County) — округ (графство) у штаті Канзас, США. Ідентифікатор округу 20013.

## Історія
Округ утворений 1855 року.

## Демографія
За даними перепису
2000 року
загальне населення округу становило 10724 осіб, зокрема міського населення було 3439, а сільського — 7285.
Серед мешканців округу чоловіків було 5181, а жінок — 5543. В окрузі було 4318 домогосподарств, 2949 родин, які мешкали в 4815 будинках.
Середній розмір родини становив 2,99.
Віковий розподіл населення поданий у таблиці:
| Стать    | До 15 років | 15-21 | 22-29 | 30-39 | 40-49 | 50-65 | 65-85 | Понад 85 |
| -------- | ----------- | ----- | ----- | ----- | ----- | ----- | ----- | -------- |
| Чоловіки | 1147        | 555   | 380   | 642   | 766   | 838   | 729   | 124      |
| Жінки    | 1107        | 518   | 402   | 637   | 809   | 834   | 980   | 256      |

## Суміжні округи
- Річардсон, Небраска — північ
- Доніфан — схід
- Атчісон — південний схід
- Джексон — південний захід
- Немага — захід

## Виноски
1. ↑  U.S. Decennial Census. United States Census Bureau. Архів оригіналу за 26 квітня 2015. Процитовано 21 липня 2014.
2. ↑  Historical Census Browser. University of Virginia Library. Архів оригіналу за 11 серпня 2012. Процитовано 21 липня 2014.
3. ↑  Population of Counties by Decennial Census: 1900 to 1990. United States Census Bureau. Архів оригіналу за 5 червня 2019. Процитовано 21 липня 2014.
4. ↑  Census 2000 PHC-T-4. Ranking Tables for Counties: 1990 and 2000 (PDF). United States Census Bureau. Архів оригіналу (PDF) за 18 грудня 2014. Процитовано 21 липня 2014.
5. ↑  State & County QuickFacts. United States Census Bureau. Архів оригіналу за 7 липня 2011. Процитовано 21 липня 2014. [Архівовано 2011-08-06 у Wayback Machine.](англ.) Наведено за англійською вікіпедією.
6. ↑  American FactFinder. Бюро перепису населення США. Архів оригіналу за 26 лютого 2012. Процитовано 31 січня 2008. [Архівовано 2008-05-21 у Wayback Machine.]

| США | Це незавершена стаття з географії США. Ви можете допомогти проєкту, виправивши або дописавши її. |